# Сергеева Балка
Сергеева Балка (укр. Сергіїва Балка, Сергієва Балка) — село в Лукашевском сельском совете Близнюковского района Харьковской области Украины.
Код КОАТУУ — 6320684010. Население по переписи 2001 г. составляет 7 (5/2 м/ж) человек.

## Географическое положение
Село Сергеева Балка находится в балке Сергеева, по которой протекает пересыхающий ручей.
Ручей через 3 км впадает в реку Опалиха, выше по течению на ручье сделана большая запруда (~28 га).
В 5-и км находится село Лукашовка.

## История
- 1956 год — дата основания.
- В 2013 году уточнено украинское название села как укр. Сергієва Балка [2].

## Экономика
- В селе есть несколько молочно-товарных и птице-товарная фермы.